# Omicidio di Fausto e Iaio

Lorenzo Iannucci (a sinistra) e Fausto Tinelli

L'omicidio di Fausto e Iaio venne commesso a Milano il 18 marzo 1978. Le vittime del delitto, rimasto irrisolto, furono due militanti di sinistra frequentatori del centro sociale "Leoncavallo", i diciottenni Fausto Tinelli e Lorenzo "Iaio" Iannucci.
Benché mai formalmente provata la matrice politica dell'atto, è opinione comune che esso sia attribuibile a elementi dell'estrema destra; il caso fu archiviato senza un colpevole nel 2000; per un periodo circolarono ipotesi che la morte dei due giovani potesse essere in qualche maniera correlata al sequestro Moro, avvenuto due giorni prima, per via di presunti collegamenti di Fausto Tinelli con il covo milanese delle Brigate Rosse di via Montenevoso, che si trova a pochissimi metri di distanza dall'abitazione della sua famiglia.
Un altro filone investigativo, corroborato anche da un'indagine giornalistica parallela di Radio Popolare, riguardò il presunto coinvolgimento degli ambienti dello spaccio di droga milanese in ragione di un dossier che i due giovani avevano prodotto circa il commercio di eroina in città.
Il 18 marzo 2012, per commemorare il trentaquattresimo anniversario della loro uccisione, la giunta comunale intitolò al nome di Fausto e Iaio i giardini pubblici milanesi di piazza Durante.

## Storia

Rilievi di polizia scientifica accanto al cadavere di Lorenzo Iannucci

La sera di sabato 18 marzo 1978 Fausto Tinelli (25 novembre 1959) e Lorenzo "Iaio" Iannucci (29 settembre 1959) erano insieme in un bar del centro sociale Leoncavallo di Milano; avevano in programma di cenare a casa di Tinelli, come ogni sabato sera, per poi tornare al Leoncavallo per assistere a un concerto del musicista jazz Lino Gallo.
Lasciato il centro sociale circa alle 19:45, si trovavano in via Mancinelli alle 19:55 quando furono affrontati da tre persone, una delle quali, come riferirono testimonianze successive, indossava un impermeabile chiaro.
I tre ignoti aprirono il fuoco su Iannucci e Tinelli, uccidendo il primo e lasciando gravemente ferito sul selciato il secondo, che morì poco dopo in ospedale.
Uno degli attentatori, nella fuga in motocicletta, lasciò cadere un'arma poi recuperata dalla polizia; inizialmente si pensò a un revolver per via del fatto che non si trovarono bossoli sulla scena ma solo un proiettile, conficcato in un muro, di calibro 7,65; l'arma del delitto fu successivamente identificata in una Beretta 35 7,65 × 17.
La mattina del 22 marzo, terminata l'autopsia sui due corpi, le salme furono ricomposte ed esposte nella camera ardente dell'istituto di medicina legale di Milano e, poco dopo, trasportate nella chiesa di Santa Maria Bianca della Misericordia dove si svolsero le esequie; decine di migliaia di cittadini e militanti seguirono il corteo funebre, che vide anche la presenza dei consigli di fabbrica di Alfa Romeo, Olivetti, Pirelli, i vertici locali della FLM e della FGCI e Pierre Carniti in rappresentanza dei sindacati nazionali.
Il giorno dopo i funerali fu rinvenuta in una cabina telefonica di via Leone IV a Roma (zona Prati) un volantino dell'autodefinito «Esercito nazionale rivoluzionario - Brigata combattente "Franco Anselmi"» (Franco Anselmi era un neofascista bolognese morto due settimane addietro mentre tentava una rapina in un'armeria di Roma) rivendicante l'omicidio dei due giovani milanesi; a tentare di avvalorare la rivendicazione figurava un simbolo simile a quello del gruppo di estrema destra Avanguardia Nazionale.
L'omicidio dei due giovani era avvenuto due giorni dopo il sequestro di Aldo Moro da parte delle Brigate Rosse; queste, nel loro comunicato del 26 marzo, il secondo successivo al rapimento, omaggiarono le vittime di Milano esprimendo «Onore ai compagni Lorenzo Iannucci e Fausto Tinelli assassinati dai sicari del regime», sebbene tale messaggio fosse stato letto, anche a sinistra, come un tentativo delle BR di accomunare nella lotta anti-imperialista soggetti eterogenei per non rimanere, sia politicamente che moralmente, isolati.
Il Leoncavallo, tuttavia, sconfessò qualsiasi vincolo di comunanza con le Brigate Rosse.

## Indagini
Vennero indagati Massimo Carminati associato alla Banda della Magliana, Claudio Bracci e Mario Corsi, indiziati del duplice omicidio (per i primi due fu emesso un mandato di comparizione in data 15 ottobre 1991, per il terzo vi era stato un mandato di comparizione il 5 dicembre 1990), Valerio Fioravanti, Mario Corsi e Guido Zappavigna, indiziati dei reati connessi al progetto di attentato in danno di Andrea Bellini avvenuto a Milano nel 1979, e Zappavigna indiziato del reato di cui all'art. 306 c.p. (formazione e partecipazione a banda armata). 
I due ragazzi stavano conducendo approfondite indagini (con interviste sul campo, registrate meticolosamente su nastri, poi trafugati misteriosamente dopo la loro morte) sui traffici di eroina e cocaina nel loro quartiere di Casoretto e nelle vicine zone di Lambrate e Città Studi, traffico di stupefacenti gestito da potenti ambienti della malavita organizzata e dell'estrema destra milanese.
La controinformazione condotta da alcuni giornalisti militanti del Centro Sociale Leoncavallo porta a individuare nel bar Pirata (centro di ritrovo dei neofascisti della zona) il luogo di ritrovo degli autori materiali dell'omicidio, ma le indagini ufficiali, condotte dal Sostituto procuratore Armando Spataro e delegate ad altri quattro sostituti procuratori, non hanno mai individuato né i mandanti né gli esecutori del delitto.
Il giornalista Mauro Brutto, del quotidiano l'Unità, si dedica per mesi a raccogliere elementi sul delitto. In novembre qualcuno gli indirizza tre colpi di pistola senza colpirlo. Pochi giorni dopo, il giornalista mostra una parte del suo lavoro ad un colonnello dei Carabinieri. Il 25 novembre, dopo cena, Brutto ha appuntamento con una sua fonte. Lo vedono entrare in un bar di via Murat, comprare due pacchetti di sigarette, uscire, attraversare la strada. A metà della carreggiata si ferma per far passare una Fiat 127 rossa. In senso inverso arriva una Simca 1100 bianca che lo investe e scappa.
"La Simca sembrava puntare sul pedone", dirà nel corso della rapida inchiesta l'uomo a bordo dell'altra auto, la Fiat 127. Sparisce il borsello del giornalista, pieno di carte, forse trascinato dalle auto in corsa. Viene ritrovato vuoto qualche ora dopo, in una via vicina. Furono svolte poche e veloci indagini per chiarire le circostanze che determinarono la morte del giornalista: dell'automobile che lo investe e del suo guidatore non si sa più nulla, molte cose della dinamica dell'incidente non convincono, il borsello del giornalista verrà ritrovato senza il suo contenuto, fatto di documenti importanti, un vero e proprio dossier.
Il 24 settembre 1999, il Pm di Milano Stefano Dambruoso chiede l'archiviazione del caso. Oltre all'estremista di destra Massimo Carminati, il provvedimento riguarda anche i neofascisti Claudio Bracci e Mario Corsi, accusati di quell'omicidio. Il Pm Stefano D'Ambruoso motiva la richiesta di archiviazione con l'insufficienza delle prove a carico degli indagati. Quando Mario Corsi, nel 1978, fu arrestato a Roma per l'aggressione ai danni di alcuni militanti della nuova sinistra, nella sua casa furono trovate due fotografie, una delle quali ritraeva le due vittime mentre l'altra riprendeva un momento dei loro funerali, che Corsi dice di aver preso dall'archivio di uno zio giornalista a Cremona. La presenza di quelle foto, per il Pm, è del tutto ingiustificata. Altre ipotesi del coinvolgimento di Corsi e del suo gruppo vengono da alcuni pentiti dell'estrema destra, uno dei quali parlò anche di una sorta di "confessione" ricevuta da Corsi durante una conversazione telefonica.
Il documento del Tribunale Civile e Penale, Ufficio Istruzione, sez. 20, N.271/80F Milano, 14 luglio 1997, Giudice Istruttore Guido Salvini, suggerisce un intreccio tra questo omicidio e quello di Valerio Verbano, avvenuto a Roma il 22 febbraio 1980 e rivendicato dai "NAR Avanguardia di Fuoco".
Al pari di Fausto Tinelli e Iaio Iannucci, anche Valerio Verbano è stato ucciso giovanissimo e anch'egli stava raccogliendo materiali sull'estrema destra ed i suoi traffici.
Il decreto del 6 dicembre 2000 mette la parola fine a un'inchiesta iniziata poche ore dopo il 18 marzo 1978. La conclusione del Giudice dell'udienza preliminare presso il Tribunale di Milano, Clementina Forleo, è la seguente: "Pur in presenza dei significativi elementi indiziari a carico della destra eversiva ed in particolari degli attuali indagati, appare evidente allo stato la non superabilità in giudizio del limite appunto indiziario di questi elementi, e ciò soprattutto per la natura de relato delle pur rilevanti dichiarazioni".
A maggio 2025 sono state riaperte le indagini sul duplice omicidio.

## Ipotesi di ricostruzione

Il funerale di Fausto e Iaio tenutosi il 22 marzo 1978

Oltre a quanto emerge dalle conclusioni delle indagini giudiziarie, vi sono state altre ipotesi accusatorie avanzate da ambienti giornalistici o da persone vicine alle vittime.

### Accusa della madre di Fausto Tinelli ai servizi segreti
Nel 2011, in un'intervista a Radio 24, la madre di Fausto ha rivolto una esplicita accusa nei confronti dei servizi segreti italiani, a suo dire mandanti dell'omicidio dei due giovani. "Negli anni ho riannodato i fili della memoria, i pezzi di un piccolo mosaico che mi ha permesso di raggiungere la vera verità che io conosco. Mio figlio è stato vittima di un commando di killer giunti da Roma a Milano, nel pieno del rapimento di Aldo Moro, in una città blindata da forze dell'ordine. Un omicidio su commissione di uomini dei servizi segreti.".

### Ipotesi sulla testimonianza 'scomoda' sul covo BR di via Montenevoso
Come detto, la sera dell'omicidio i due giovani si stavano recando a casa della famiglia Tinelli in via Montenevoso 9. Ma a sette metri di distanza dalla camera di Fausto (in realtà la distanza è superiore ai 12 metri, in quanto le due finestre sono separate da una strada a doppio senso di marcia con automobili posteggiate su entrambi i lati della carreggiata e un marciapiede a sinistra e uno a destra della sede stradale e inoltre la finestra dell'appartamento di Fausto si trova in una rientranza rispetto alla parete frontale dell'edificio), al civico numero 8, c'è un covo delle Brigate Rosse di cui si avrà conoscenza qualche mese dopo, il 1º ottobre 1978. Gli inquirenti trovano le copie dattiloscritte di alcune delle lettere scritte dallo statista durante il sequestro. All'ultimo piano della palazzina dove abita la famiglia Tinelli c'è una mansarda trasformata in mini appartamento, da lì gli agenti dei servizi segreti controllano il covo delle Brigate Rosse. Alla Commissione Moro sarà detto che l'appartamento era stato affittato solo nel luglio del 1978, ma, secondo la madre di Fausto Tinelli, già dal gennaio del 1978 si sarebbero viste persone entrare in quella mansarda trasportando scatoloni e strane parabole.
Secondo questa ricostruzione, nell'assassinio dei due giovani si delineerebbe l'invio di un messaggio 'trasversale' dei servizi segreti italiani, che avrebbero avuto modo così di condizionare l'operato delle BR, oltre che di ottenere l'eliminazione di un potenziale 'investigatore' (il Tinelli), attivo nei gruppi politici milanesi. Come per l'omicidio di Valerio Verbano, avvenuto due anni dopo a Roma, è stato ipotizzato il concorso tra servizi segreti deviati e manovalanza fascista, per salvare lo status-quo della politica nazionale, fatta di intrighi, depistaggi e crimini di ogni sorta. Lorenzo Iannucci e Fausto Tinelli saranno ricordati nel comunicato n. 2 delle Brigate Rosse, emesso durante il sequestro di Aldo Moro il 25 marzo 1978, a pochissimi giorni da entrambi gli eventi. A loro viene fatto riferimento come "compagni [...] assassinati dai sicari di regime".

## L'evento nei media
- Teatro: Viva l'Italia - Le morti di Fausto e Iaio, di Roberto Scarpetti, regia di César Brie, produzione Teatro dell'Elfo.
- Musica: Perché Fausto e Iaio?, canzone contenuta nell'album Sangue e cenere del gruppo musicale Gang.
- Canzone per Fausto e Iaio scritta da Sergio Gnudi e Beppe Giampà che assieme alle canzoni dei Gang, Massimo Priviero, Gaetano Liguori e Andrea Sigona, fa parte della la colonna sonora del film di Daniele Biacchessi e Giulio Peranzoni: "Il sogno di Fausto e Iaio".